# 奚家拳
奚家拳，浙江拳術，為中國武術流派之一，被列入浙江省级非物质文化遗产名录。

## 源流
奚家拳為浙江省天台县灵溪村的武術名家奚诚甫所創，奚诚甫曾任浙江省国术馆、杭州青年会国术团、浙江大学、杭州体育学校国术教练，幼時曾隨靈溪奚家的長輩學武，後又學習過少林寺、太极拳、八卦掌、形意拳等多种拳法，遂自創奚家拳。

## 介紹
奚家拳风格为南拳北腿结合，即南方拳法作为北方打法，称“南拳北打”。俗话说“南拳重于防守，北拳重于进攻”，但奚氏武术这两者特点都有。拳架门户“重敞开”和“重闭合”结合。前者为引进落空，后者为防守严密，做到开中有合，合中有开，开而合之。

## 來源
1. 1 2  吴维叔 奚氏武术集粹